# Luník IX
Vous lisez un « bon article » labellisé en 2012.
Luník IX  (phonétique slovaque : [luɲiːk ɟɛvɛc]) est l'un des quartiers autonomes de la ville de Košice en Slovaquie situé un peu à l'écart de sa banlieue ouest. Conçu dans les années 1970 comme expérience forcée d'intégration de populations roms vivant à proximité du centre-ville, ce quartier de grands ensembles composé de trois rues est habité par environ 2 000 personnes dans les années 1980 et plus de 6 000 en 2012. Depuis la fin des années 1990, le quartier fait face à des difficultés sociales croissantes, avec un taux de chômage dépassant les 90 %. Du fait qu'il soit habité exclusivement par des populations roms très souvent en grande précarité, il est désormais considéré comme un ghetto ethnique, parmi les plus grands de Slovaquie et d'Europe centrale.

## Toponymie
Le nom « Luník IX » fut officiellement attribué le 22 décembre 1975. Il provient du programme spatial Luna de l'Union soviétique, qui envoya en direction de la Lune des sondes non habitées entre 1959 et 1976. Dans le but de loger les employés de la sidérurgie installés depuis 1964 à Košice - Šaca, il fut entrepris de construire une cité de Panelák, immeubles d'appartements construits en panneaux de béton préfabriqués, à l'ouest du centre-ville. Cette cité, la deuxième par sa taille en Slovaquie, fut nommée Nové Mesto ou Terasa et correspond à l'actuel quartier Západ, qui se compose de huit parties appelées « Luník » suivi d'un chiffre romain de I à VIII. Après la construction de ces ensembles, la ville entreprit d'en construire un neuvième sous le nom de « Luník IX », même si, géographiquement et juridiquement, cet ensemble n'est pas associé au quartier Západ. Il se situe un peu à l'écart des ensembles précédents, et constitue de par la loi 401/1990 Zb. du Conseil national de la République slovaque du 1er octobre 1990 un quartier autonome de la ville de Košice sous le nom de « Luník IX ».

## Symboles
À l'instar des autres communes slovaques, les quartiers autonomes de Bratislava et Košice possèdent leur blason et leur drapeau. Les symboles actuels ont été inscrits au registre héraldique de la république slovaque le 28 février 2008. Le blason reprend des symboles représentant la population roms du quartier, comme la roue également présente sur le drapeau rom.
| Blason de Luník IX | Les armes de Luník IX se blasonnent ainsi : « D'azur à une roue d'or à huit rayons au chef de gueules à trois fers à cheval d'argent. ». Le drapeau se présente comme ceci : Une bande sur le quart proche du mât est divisée en jaune et bleu représentant le drapeau de la ville de Košice. La partie flottante se compose de cinq bandes horizontales blanche, jaune, rouge, jaune et blanche dans un rapport 1:1:2:1:1. Le drapeau, d'un ratio 2:3, est terminé par trois pointes et deux encoches, allant jusqu'au tiers des bandes horizontales. | Drapeau de Luník IX |

## Géographie

### Localisation
| Košice - Luník IX Centre administratif, commercial et de santé École maternelle École primaire Chapelle Château d'eau Myslavský potok Luník IX Myslava Západ |

Localisation de Luník IX sur une carte administrative de Košice.

Le territoire de 106,6 ha (1,066 km2), situé au sud-ouest de la ville, est composé d'une zone bâtie au nord, à la frontière avec Myslava, et de champs compris entre le boulevard de ceinture circulaire (slovaque : mestský okruh (II)), la route à 4 voies de circulation I/50 vers Rožňava (E58, E571) et la zone bâtie de Pereš. La partie du territoire de Myslava jouxtant Luník IX est boisée, et cache une partie de la décharge de déchets ménagers à moins de 400 m du bâtiment le plus proche. Le quartier ne possède que trois rues : Hrebendova, Krčméryho et Podjavorinskej, en forme de « 8 », accessibles uniquement depuis le boulevard de ceinture. Les noms des rues ont été données en l'honneur des écrivains slovaques Matej Hrebenda, Štefan Krčméry et Ľudmila Podjavorinská.

### Quartiers limitrophes
Luník IX est limitrophe de 5 quartiers autonomes de la ville de Košice : Myslava (un ancien village intégré à la ville), Západ (Košice Ouest), Juh (Košice Sud), Barca (un ancien village intégré à la ville) et Pereš (un quartier résidentiel de maisons unifamiliales).
| Myslava |           | Západ |
|         | Luník IX. | Juh   |
| Pereš   |           | Barca |

### Oro-hydrographie
Le quartier est bâti sur le versant sud-ouest de la vallée du ruisseau Myslavský potok, qui coule sur le territoire concerné du nord-ouest vers le sud-est en longeant le boulevard de ceinture. Ce ruisseau est un affluent de la rivière Hornád, lui-même affluent de la Slaná qui se jette dans la Tisa, le plus important affluent de la rive gauche du Danube.
L'altitude du quartier est de 244 m et son point culminant, occupé par un château d'eau, est à 295,4 m.

### Climat
Le climat de Luník IX est de type continental tempéré, avec quatre saisons bien distinctes. Les températures moyennes varient de −3 °C en janvier à 19 °C en juillet avec une moyenne annuelle qui se situe entre 8,4 et 8,7 °C. Le total annuel des précipitations est compris entre 600 et 650 mm. Le nombre moyen d'heures d'ensoleillement est de 2 053,20 heures par an et le taux moyen d'humidité de 76,1 %. Les extrêmes de température enregistrés à Košice sont, pour la température la plus élevée, de 38,5 °C le 20 juillet 2007, et pour la plus basse, de −30,5 °C la nuit du 16 février 1940 au 17 février 1940. Localement, la situation du quartier sur le versant sud de la vallée du Myslavský potok en contrebas d'une forêt peut avoir un effet négatif sur les températures et l'ensoleillement.
| Mois                              | jan. | fév. | mars | avril | mai | juin | jui. | août | sep. | oct. | nov. | déc. | année |
| --------------------------------- | ---- | ---- | ---- | ----- | --- | ---- | ---- | ---- | ---- | ---- | ---- | ---- | ----- |
| Température minimale moyenne (°C) | −5   | −3   | 0    | 5     | 9   | 12   | 13   | 13   | 10   | 5    | 0    | −3   | 5     |
| Température moyenne (°C)          | −2   | 0    | 4    | 9     | 14  | 17   | 18   | 18   | 15   | 9    | 2    | −1   | 8     |
| Température maximale moyenne (°C) | 0    | 2    | 8    | 13    | 18  | 21   | 23   | 23   | 19   | 13   | 5    | 0    | 12    |
| Record de froid (°C)              | −24  | −22  | −16  | −3    | −2  | 6    | 6    | 5    | −2   | −7   | −12  | −20  | −24   |
| Record de chaleur (°C)            | 11   | 15   | 23   | 25    | 28  | 31   | 33   | 32   | 30   | 24   | 17   | 12   | 33    |
| Nombre de jours avec gel          | 28   | 23   | 14   | 2     | 0   | 0    | 0    | 0    | 0    | 4    | 15   | 25   | 114   |
| Précipitations (mm)               | 20   | 30   | 30   | 30    | 60  | 80   | 80   | 70   | 50   | 30   | 40   | 30   | 610   |
| Nombre de jours d'orage           | 0    | 0    | 0    | 1     | 5   | 6    | 6    | 5    | 2    | 1    | 0    | 0    | 26    |

## Histoire

### Des premiers campements à la sédentarisation des Roms de Košice

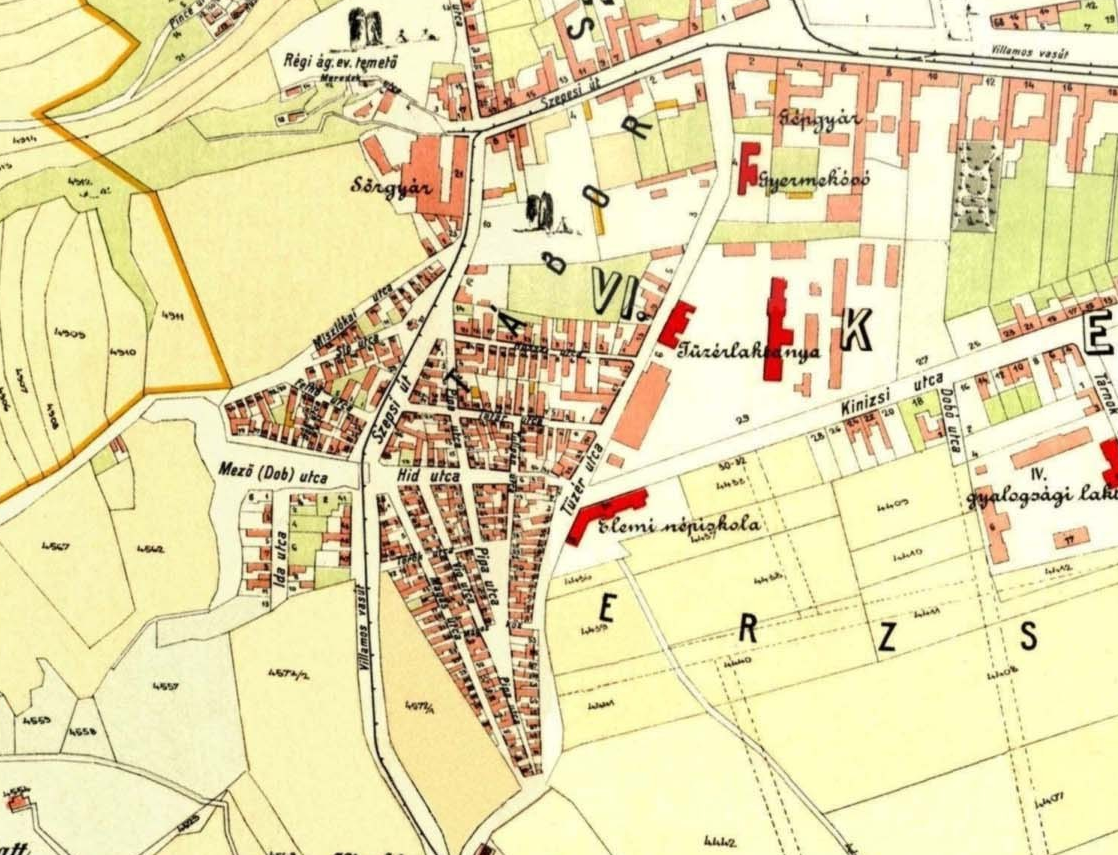
Lieu-dit Tábor sur une carte de Košice de 1912 (toponymie hongroise).

Les Roms seraient apparus à Košice au tournant des XIVe et XVe siècles, à l'époque des grandes vagues de migrations roms en Europe centrale. L'importance de cette migration peut être déduite de leur participation aux luttes entre des nobles locaux et les Habsbourg, à proximité du château de Veľká Ida en 1557. Une liste de contribuables de Košice de 1686 les mentionnent pour la première fois au lieu-dit Tábor (littéralement « campement » en slovaque et en hongrois), à l'extérieur des murs de la ville. Cette localité, au sud-ouest de la ville, est indiquée sur une carte de 1857 comme colonie permanente que les autorités s'efforceront de liquider pendant des années. À l'époque de la Première République tchécoslovaque, il ne fut plus possible d'élargir Tábor, ce qui entraîna un accroissement de la densité et une surpopulation.
Selon un inventaire effectué par la police en 1924, sur 52 898 habitants, seule une communauté rom de 771 personnes vivait à Košice, dont une partie relativement bien intégrée dans le centre-ville et une autre vivant à l'écart. Ces deux communautés ne se fréquentaient que très peu, la communauté la plus aisée estimant avoir un rang social à tenir. 131 Roms de l'époque déclaraient la profession de musicien, les autres étaient souvent petits artisans ou vendeurs. Les différences sociales étaient marquées dans la qualité des productions musicales, mais aussi dans l'éducation des enfants qui ne fréquentaient pas les mêmes écoles. Les plus aisés étaient étroitement liés aux événements sociaux et culturels de Košice, alors que les conditions de vie à Tábor se dégradaient, en particulier durant la crise des années 1930 où les Roms des campagnes émigrent vers la ville. Des estimations dans les années 1930 font état de 2 000 Roms à Košice.

### Luník IX, un projet d'intégration forcée
À partir de 1954, le nomadisme fut déclaré illégal sur tout le territoire de la Tchécoslovaquie, ce qui força les populations encore nomades à se sédentariser, l'objectif du gouvernement de l'époque étant de faire de ces populations des ouvriers travaillant pour la construction de la société socialiste. Dans cet esprit d'intégration forcée, il fut décidé le 13 octobre 1965 de transférer une partie de la population de l'est de la Slovaquie vers la Bohême, où la proportion de Roms par rapport à la population totale était inférieure.
En 1969, la Commission gouvernementale de la République socialiste slovaque pour la question des habitants d'origine tsigane (slovaque : Komisia vlády SSR pre otázky obyvateľov cigánskeho pôvodu) fut créée sous la direction du ministère des Affaires sociales. En 1973, elle commença ses premiers travaux à Košice ; la ville fut choisie car le district de Košice-ville de l'époque était celui présentant la plus grande concentration de Roms de Tchécoslovaquie. L'idée était de créer une nouvelle cité près de Myslava qui serait occupée par de jeunes familles. Le projet d'immeubles d'appartements, pour un montant de 107 millions de couronnes tchécoslovaques, fut approuvé en 1974 par la ville.
Le quartier de Luník IX fut à l'origine prévu comme expérience d'intégration forcée des populations roms dit de type ABC. Il était en effet destiné à accueillir en particulier des militaires — A pour armée (slovaque : armáda) —, des policiers — B pour Sécurité publique (slovaque : verejná Bezpečnosť) — et des Roms — C pour Tsigane (slovaque : Cigán) —. La presse de l'époque parlait déjà de « cité purement tsigane ». Toutes les huttes et habitations insalubres de la ville, en commençant par le lieu-dit Tábor, devaient être remplacées par des appartements au confort standard de l'époque.
À partir de 1978, la cité vit arriver ses premiers habitants, et en 1981 les travaux furent terminés et les appartements occupés. Les habitants des composantes A et B du programme, les familles de militaires et de policiers, furent dès le début en nombre inférieur aux plans initiaux, les militaires refusant d'y emménager, et furent remplacés par des familles d'ouvriers qui n'avaient pas la possibilité de choisir la localisation de leur logement. En 1983, la population se répartissait entre 40 % de Roms et 60 % de non-Roms.

### Accélération de la ghettoïsation

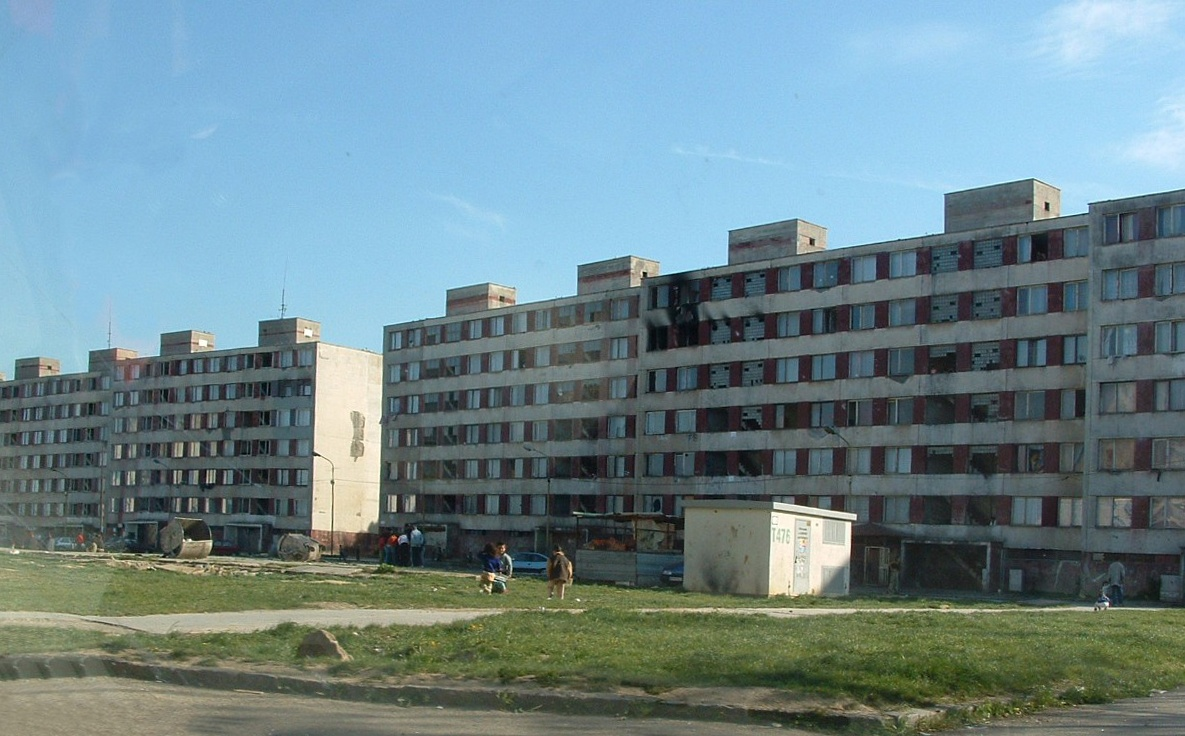
Rue Hrebendová, avant la destruction des bâtiments

Les 28 mars et 4 avril 1995, la ville de Košice prit la décision de modifier sa politique d'attribution de logements. D'un côté, les locataires qui n'étaient pas en règle vis-à-vis de leurs paiements ou qui dégradaient leur logement, et les occupants illégaux d'appartements appartenant à la ville étaient transférés à Luník IX ; de l'autre, les familles non problématiques, si elles en faisaient la demande, se voyaient proposer un appartement dans un autre quartier. Les premières familles non-roms quittèrent le quartier pour Ťahanovce en 1996. Selon le quotidien Vychodoslovenske noviny, la dernière famille déménagea le 8 octobre 2001. Depuis, le quartier est un ghetto habité exclusivement par des familles roms défavorisées et serait devenu la plus grande concentration de Roms en Europe centrale. En 1995, est construit un double immeuble appartement bas-standard d'une seule pièce. Ce sera le dernier bâtiment construit dans le quartier avant 2016.
Entre 2008 et 2020, 9 des 16 immeubles créés à l'origine ont été détruits. La diminution du nombre de logements a créé une immigration, en mars 2014 à Bruxelles, 70 % des 200 Roms en errance provenant de Slovaquie provenaient de la ville de Košice, une plus forte pression sur les logements existant et la création de campement illégaux dont celui de Mašličkovo dont la première mention date du printemps 2011.
Après des années de réduction du nombre de logements, deux projets de construction sont en cours en 2021. Un projet de 4 immeubles pour un total de 48 appartements sociaux et promu par le quartier autonome et financé en partie par des fonds européens et le second est un projet de construction de maison unifamiliale promu par l'ONG ETP Slovensko. Dans ce dernier, les habitants eux-mêmes construisent leur maison sous la supervision d'un professionnel. Les matériaux sont financés par un système de microcrédit.

## Administration

### Autonomie
Administrativement, le quartier fait partie du district de Košice II, lui-même rattaché à la région de Košice en Slovaquie, et n'est composé que d'un seul territoire cadastral qui porte le nom de « Luník ».
La loi 401/1990 Zb. du Conseil national de la République slovaque, datant du 1er octobre 1990, sur la ville de Košice crée et définit les 22 quartiers autonomes (slovaque : samosprávna mestská čast), dont Luník IX. Avant cette date, le quartier comme les autres quartiers était directement dirigé par la ville. L'autonomie de ces derniers a été élargie par la loi 222/2006 Zb. de 2006. Le quartier, en tant que personne morale, a son propre budget. En 2010, celui-ci était de 370 000 €, dont 225 000 €, soit 88 %, étaient affectés au traitement du personnel, 30 000 €, soit 8 %, au remboursement des arriérés d'une facture d'eau datant des années 1990, et 4 % aux services à la population. En outre, le quartier est confronté à un manque récurrent de liquidités.

### Politique
Le conseil du quartier autonome est composé de 11 membres élus pour 4 ans au suffrage proportionnel. À sa tête, le starosta est élu au suffrage universel direct en un tour. Il est l'organe exécutif et représentatif du quartier.
Jozef Šača est le premier Rom à occuper la plus haute fonction dans l'un des quartiers de Košice. Son mandat fut écourté en février 2001 par une peine de prison de six mois pour utilisation illégale d'un véhicule automobile. Ladislav Šaňa remporta les élections anticipées ainsi que celles de 2002 et 2006.
En 2010, les élections furent remportées par Dionýz Slepčík. Celui-ci a été arrêté en février 2012 pour vente de drogues et libéré près de quatre mois plus tard, créant un vide du pouvoir dans le quartier. Cette affaire, en conjonction avec d'importants problèmes financiers, selon certains articles de presse, remettait l'autonomie du quartier en question. Le suicide de Dionýz Slepčík peu avant les élections locales de 2014 a permis à Marcel Šaňa de remporter les élections de 2014 et 2018.
La participation aux scrutins, régionaux, nationaux et européens, est en général très faible. La participation la plus faible fut le premier tour des élections présidentielles de 2009 où la participation fut de 59 votants sur 3 091 électeurs potentiels ce qui correspond à une participation de moins de 2 %.
Le tableau suivant reprend le nom des différents starosta (maire).
| Election | Starosta (Maire) | Parti |
| -------- | ---------------- | --- |
| 1990     | Alexander Weber  | |
| 1994     | Alexander Weber  | |
| 1998     | Jozef Šača       | |
| 2001     | Ladislav Šaňa    | |
| 2002     | Ladislav Šaňa    | Mouvement démocratique des Roms en République slovaque (DHR - Demokratické hnutie Rómov v Slovenskej republike), Alternative socio-démocratique (SDA - Sociálnodemokratická alternatíva)                                                                                            |
| 2006     | Ladislav Šaňa    | Initiative rom de Slovaquie (RIS - Rómska iniciatíva Slovenska) |
| 2010     | Dionýz Slepčík   | - Union démocrate et chrétienne slovaque - Parti démocrate - SDKÚ-DS - Slovenská Demokratická a Krestanská Únia - Mouvement chrétien-démocrate - KDH - Kresťanskodemokratické hnutie - Parti de la coalition hongroise - SMK-MKP - Strana maďarskej koalície-Magyar Koalíció Pártja |
| 2014     | Marcel Šaňa      | Parti de la coalition rom (SRK - Strana romskej koalície) |
| 2018     | Marcel Šaňa      | Parti de la coalition rom (SRK - Strana romskej koalície) |

## Population et société

### Démographie
En Slovaquie, les Roms en situation de grande précarité se distinguent par des taux de natalité et de mortalité bien plus élevés que la moyenne nationale. Ces caractéristiques socio-démographiques nourrissent les disparités entre Roms et non-Roms. La pyramide des âges présente une base large avec un nombre important d'enfants, et un sommet étroit avec un nombre relativement peu important de personnes âgées, indiquant un indice de vieillissement de 5,6 chez les populations roms contre 71,2 chez les non-Roms. L’espérance de vie y est également plus faible, ce en raison du fort taux de mortalité infantile. Par rapport à l'ensemble des populations défavorisées, 49 % des Roms atteignent l'âge de 60 ans contre 78 % des non-Roms.
La pyramide des âges comparée entre Luník IX et l'ensemble de la ville de Košice montre un rapport équivalent entre l'échelle nationale et l'échelle locale. À la base de la pyramide, on trouve une large population jeune, 42 % de moins de 15 ans à Luník IX alors qu'ils ne sont que 15 % à Košice, et au sommet seulement 4 % de personnes âgées de plus de 60 ans alors que pour l'ensemble de la ville cette tranche d'âge représente 21 %. Ceci se traduit par une moyenne d'âge de 22,70 ans dans le quartier, chiffre très inférieur au reste de la ville où la moyenne est de 39,08 ans en 2010. Bien que la moyenne d'âge soit en croissance (21,14 ans à Luník IX en 2003, la moyenne pour Košice étant de 36,73 ans), l'écart entre Luník IX et le reste de la ville se creuse.
| Luník IX | Classe d'âge | Košice |
| -------- | ------------ | ------ |
| 4        | 60 et +      | 21     |
| 54       | 15 à 59      | 64     |
| 42       | 0 à 14       | 15     |

Après une relative période de stabilité de la population autour de 2 000 habitants dans les années 1980, Luník IX connaît depuis une croissance rapide du nombre de ses habitants, passant de moins de 2 500 habitants à plus de 6 000 en moins de vingt ans. L'accroissement de la population, de 34,98 ‰ entre 2005 et 2007, est dû principalement à un taux de natalité supérieur au taux de mortalité (28,60 ‰ sur cette période), et secondairement à un taux de migration de 6,38 ‰ sur les deux années.
| 1991  | 1996  | 1997  | 1998  | 1999  | 2000  | 2001  | 2002  | 2003  |
| ----- | ----- | ----- | ----- | ----- | ----- | ----- | ----- | ----- |
| 2 439 | 3 027 | 3 071 | 3 346 | 3 881 | 4 238 | 4 577 | 4 682 | 4 942 |

| 2004  | 2005  | 2006  | 2007  | 2008  | 2009  | 2010  | 2011  | 2012  |
| ----- | ----- | ----- | ----- | ----- | ----- | ----- | ----- | ----- |
| 5 150 | 5 368 | 5 572 | 5 718 | 5 905 | 6 070 | 6 228 | 6 094 | 6 163 |

| 2013  | 2014  | 2015  | 2016  | 2017  | 2018  | - | - | - |
| ----- | ----- | ----- | ----- | ----- | ----- | - | - | - |
| 6 193 | 6 235 | 6 304 | 6 347 | 6 411 | 6 499 | - | - | - |

Luník IX est la commune de Slovaquie avec la plus forte densité de population. Elle était de 5 842 habitants par km2 en 2010. À cette époque, la cité comptait 548 appartements, ce qui fait une densité de plus de 11 personnes par appartement.
Les chiffres officiels comptabilise de nombreux habitants ayant quitté le quartier. La population réelle était estimée fin 2014 à 3 500 habitants
| Date               | Printemps 2011 | Juin 2013 | Juillet 2014 | Juin 2015 | Décembre 2016 | Juin 2017 |
| ------------------ | -------------- | --------- | ------------ | --------- | ------------- | --------- |
| Nombre de baraques | 1              | 18        | 22           | 47        | 58            | 46        |
| Habitants          |                | 112       | 149          | 256       | 251           | 253       |

### Conditions de vie

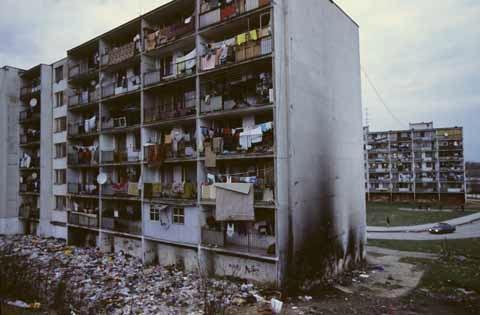
Le problème de l'évacuation des déchets est récurrent

Le taux de chômage en Slovaquie est de 13,59 %, pour la région de Košice le taux se situe à 18,76 %, et pour le district de Košice II, dans lequel se situe Luník IX, à 10,79 %. Ces statistiques ne sont pas disponibles au niveau communal et donc pour Luník IX. Une étude datant de 2003 rapporte que sur 1 114 personnes situées dans la tranche d'âge où elles sont capables de travailler, 1 002 étaient sans emploi, ce qui correspond à un taux de chômage de 89,95 %.
L'état de certains des immeubles est tel que leur stabilité est compromise ; pour cette raison la ville de Košice a ordonné l'évacuation et la démolition de deux premiers immeubles en 2008. Début 2012, trois immeubles avaient déjà été détruits, ce qui représente 100 appartements, et d'autres démolitions sont planifiées. Les familles en possession d'un contrat de location en règle se voient attribuer un autre logement, ce qui représente en moyenne 2 appartements sur 30 pour un immeuble. Les autres font grossir le nombre de sans-abris ou s'installent dans l'une des 14 colonies illégales recensées en 2012 sur le territoire de la ville. La société publique gestionnaire des logements n'avait plus en détruisant un sixième immeuble en aout 2014 que 408 appartements pour 666 en 2008. Ces destructions de plusieurs immeubles insalubres a fait grandir le bidonville surnommé Mašličkovo situé entre la zone bâtie du quartier et la route I/50.
Le non-paiement des factures d'électricité (496 appartements sur 498 n'étant pas à jour de leurs paiements), d'eau chaude, de chauffage central et d'eau, a entraîné des coupures régulières. Fin 2011, seule l'eau était encore distribuée, et cela à raison de deux heures par jour. La distribution d'électricité fut interrompue le 29 décembre 2011 et renouvelée fin janvier 2012 après paiement d'une somme de 3 800 €. Depuis, un système automatisé de distribution d'électricité prepayée est mis progressivement en place.
Les égouts sont endommagés et bouchés, ce qui aggrave les conditions d'hygiène dans le quartier et augmente le risque d'épidémie. Les dépôts illégaux d'immondices sont omniprésents. Certains habitants semblent se débarrasser de leurs déchets en les jetant par le balcon. En décembre 2009, ce sont 800 t qui ont été évacuées.
La sécurité était assurée par une station de police jusque dans les années 1990 ; celle-ci fut fermée malgré un taux de criminalité important. En 2009, une tentative de création de patrouille civile rom a été écourtée après seulement trois mois d'activité, par manque de moyens financiers mis à sa disposition. Un poste de police municipal a été ouvert en 2011.
Une seule ligne de bus public, la ligne 11, relie le quartier et le centre-ville d'une à deux fois par heure. Contrairement aux autres lignes de Košice, la montée se fait exclusivement par les portes avant, et les chauffeurs se voient attribuer une prime de risque.

### Enseignement
L'éducation des populations roms en grande précarité présente, en Slovaquie, des enjeux comparables aux autres pays européens. La fréquentation des établissements préscolaires accueillant les enfants avant l'âge d'obligation scolaire, est relativement faible. Les élèves issus de cette minorité enregistrent de mauvais résultats scolaires au niveau de l'enseignement obligatoire, et sont sujets à un décrochage scolaire précoce qui leur fait quitter l'école avant d'avoir atteint l'âge légal de fin d'obligation scolaire,.
Le quartier possède une école maternelle et une école primaire. L'école primaire, avec 1 164 élèves inscrits au 1er septembre pour l'année académique 2009/2010, est l'école primaire de la ville de Košice comptant le plus d'élèves. L'école organise également des activités extrascolaires. La langue d'enseignement est le slovaque. Une école primaire d’initiative privée, spécialisée dans l'enseignement pour les élèves d'origine roms et localisée dans le quartier de Nad Jazerom, accueille pour moitié des enfants de Luník IX.
L'école maternelle a ouvert en janvier 1997, avec 30 élèves répartis en deux classes. Elle était fréquentée durant l'année scolaire 2010/2011 par 117 enfants et comprenait 8 classes. Sa capacité est estimée à 150 élèves. L'un des dessins d'enfant a été choisi en 2010 pour une campagne nationale de don du sang de la croix rouge slovaque.

### Santé
L'état de santé de la population reflète son extrême pauvreté et son isolement. Les Roms de Slovaquie forment le groupe de population ayant le plus fort taux de consanguinité d'Europe, en particulier les groupes vivant dans les ghettos et les colonies isolées comme à Luník IX, ce qui accroît le risque de maladies génétiques.
Les paramètres anthropométriques reflètent également les facteurs génétiques et socio-économiques. Une étude sur 420 enfants de 6 à 11 ans vivant à Luník IX a constaté que ces enfants ont un poids et une taille plus faibles que la moyenne nationale. Les principales raisons en sont les mauvaises habitudes nutritionnelles et une mauvaise situation économique.
Les Roms de Slovaquie sont de plus un groupe à risque pour les principales maladies infectieuses. Pour 18 maladies infectieuses suivies, comme les hépatites, la salmonellose, la gale, la pédiculose ou la syphilis, le taux de contamination est plus élevé chez eux que dans le reste de la population, avec des taux d'infection 33 fois plus important que dans le reste de la population pour la gale et 250 fois pour la pédiculose. 50 à 60 % des malades de l'hépatite A en Slovaquie sont Roms, ceux-ci ont 58 fois plus de chance d'être infectés par le virus, et proviennent en général des colonies et régions à forte concentration de population de cette ethnie.
Un centre médical était prévu dès la planification du quartier ; aujourd'hui il existe un petit centre qui abrite entre autres un pédiatre.
Un centre d’hygiène permettant aux habitants de prendre une douche accueillait 100 personnes en été et environ 30 personnes en hiver en 2008. Pour des raisons financières, ce centre a été fermé pour la saison hivernale.

### Religion
Au recensement de 2001, la population s'est déclarée catholique romaine à 79,96 %, sans religion à 9,71 %, catholique grecque à 1,39 %, et 5,45 % ne se sont pas prononcés. Les églises protestantes et l'église orthodoxe rassemblent moins d'1 % des habitants selon ce même recensement.
Depuis le 1er juillet 2008, une mission de salésiens de Don Bosco est installée au cœur du quartier. Cette mission a deux objectifs, l'évangélisation et la résolution des problèmes sociaux de la communauté rom. Elle dispose d'une chapelle et d'un centre communautaire, avec, entre autres, une salle de sport, d'étude ou de musique.
Le 21 juillet 2021, le pape François a annoncé sa visite à Luník IX pour le 14 septembre 2021 à 16 h avec les jeunes du quartier dans le centre communautaire des Salésiens.

### Culture
La langue préférée pour la communication à l'intérieur de la communauté est le Romani.
Le théâtre Romathan, basé à Košice et seul théâtre rom de Slovaquie, collabore avec les écoles maternelles et primaires en proposant des spectacles et des contes en langue romani.
Certains artistes se sont intéressés au quartier. L'école maternelle de Luník IX est le sujet en 2010 d'un film documentaire britannique dirigé par Michelle Coomber. Le photographe Artúr Čonka, originaire du quartier, mais dont les parents ont émigré en Grande-Bretagne en 1995, a immortalisé les enfants du quartier pour une exposition itinérante en 2012.